# Municipi de Rūjiena
El municipi de Rūjiena (en letó: Rūjienass novads) és un dels 110 municipis de Letònia, que es troba localitzat al nord del país bàltic, i que té com a capital la localitat de Rūjiena. El municipi va ser creat l'any 2009 després de la reorganització territorial.

## Ciutats i zones rurals
- Ipiķu pagasts (zona rural)
- Jeru pagasts (zona rural)
- Lodes pagasts (zona rural)
- Rūjiena (ciutat)
- Vilpulkas pagasts (zona rural)

## Població i territori
La seva població està composta per un total de 6.252 persones (2009). La superfície del municipi té uns 352,2 kilòmetres quadrats, i la densitat poblacional és de 17,75 habitants per kilòmetre quadrat.